# Bielczyny
Bielczyny – wieś w Polsce położona w województwie kujawsko-pomorskim, w powiecie toruńskim, w gminie Chełmża. 
| SIMC    | Nazwa  | Rodzaj  |
| ------- | ------ | ------- |
| 0841751 | Buczek | kolonia |

W latach 1975–1998 miejscowość administracyjnie należała do województwa toruńskiego.
We wsi był przystanek kolejowy Bielczyny.
Według Narodowego Spisu Powszechnego (III 2011 r.) liczyła 353 mieszkańców. Jest jedenastą co do wielkości miejscowością gminy Chełmża.
Miejscowość związana jest z działalnością i kultem bł. Juty von Sangerhausen. Znajduje się tutaj sanktuarium jej poświęcone z kaplicą z 1635 r.